# وایتوتر (مونتانا)
وایتوتر (به انگلیسی: Whitewater) شهری در ایالت مونتانا کشور ایالات متحده آمریکا است که جمعیت آن در سرشماری سال ۲۰۱۰ میلادی، ۶۴ نفر بوده‌است.